# Alfonso Esguerra Gómez
Alfonso Esguerra Gómez (Bogotá, 1 de julio de 1897-Cali, 28 de septiembre de 1967) fue un médico, fisiólogo y cirujano colombiano. Fue miembro de la Academia Colombiana de Ciencias Exactas, Físicas y Naturales de Colombia. Fue alcalde de Bogotá.

## Trayectoria
Nació en Bogotá. Hijo de Carlos Esguerra Gaitán. Estudió Filosofía y Ciencias de la Universidad Gregoriana de Roma, médico cirujano de la Universidad Nacional de Colombia. Ocupó posición como médico de planta del Instituto de Radium del Laboratorio Pasteur de la Universidad de París, fundó el Servicio de Radioterapia del Hospital San Juan de Dios, inventó la “Pasta Colombia”, de uso en radiología. Llevó a cabo con éxito sus estudios profesionales en la Facultad de Medicina de la Universidad Nacional, de donde egresó en 1920, habiendo recibido el título de Médico Cirujano.
En 1923, cuando aún residía en Francia, fue galardonado con el Premio Chevillon por haber descubierto la que con orgullo denominaría Pasta Colombia y por haber determinado la aplicación de dicha pasta en una nueva técnica de radioterapia. De regreso a Colombia en 1927 fundó el Servicio de Radioterapia del Hospital San Juan de Dios. A comienzos de 1928 fue candidateado por el doctor Julio Aparicio, ante el Consejo de la Facultad de Medicina de la Universidad Nacional, para ocupar el cargo de profesor de la cátedra de fisiología. En 1936 recibió la Gran Cruz de la Cruz Roja Alemana, en Berlín.
Una vez se posesiona en la cátedra de fisiología de la Facultad de Medicina, instala el laboratorio y logra integrar un grupo de médicos bien formados para asumir esta cátedra, entre los cuales se destacan Ramón Atalaya, Juan Pablo Llinás, Daniel Brigard Herrera y Ernesto Osorno. Fue profesor de tiempo completo de la Facultad de Medicina desde 1940.
Igualmente dio inicio a la cirugía animal sobre perros, familiarizando a sus discípulos con las Teorías de Pavlov, al llevar a cabo experimentos como el de aplicar corrientes eléctricas directamente sobre el cerebro y sobre las zonas motoras para observar su propagación por las neuronas hasta alcanzar la musculatura estriada y la consiguiente contracción. Se puso en práctica el método gráfico por registros de pulso y de la tensión arterial y se tomaron los primeros electrocardiogramas. Por primera vez los alumnos tomaron parte activa en el desarrollo de los cursos y concurrieron periódicamente a simposios en los que se discutían temas relacionados con la asignatura, más aún, allí se practicaron por primera vez en Colombia las técnicas y procedimientos para determinar el metabolismo basal.
Fue Alcalde de Bogotá y representante del gobierno nacional en varios eventos científicos internacionales, entre los cuales se destaca su participación en la X Conferencia Sanitaria Panamericana y III de Eugenesia y Homicutura, reunida en Bogotá en 1938 y en el Congreso de las Naciones Americanas, reunido en París, en julio de 1937.